# Robert Zimmerman (Schwimmer)
Robert Montague Zimmerman (* 2. Dezember 1881 in Chicago, Vereinigte Staaten; † 3. Dezember 1980) war ein kanadischer Schwimmer und Wasserspringer.

## Karriere
Zimmerman nahm 1908 an den Olympischen Spielen in London teil. In den Wettbewerben über 100 Meter Freistil und 100 Meter Rücken scheiterte er jeweils im Vorlauf. Auch im Kunstspringen endete der Wettkampf für den Kanadier nach der ersten Runde. 1912 folgte eine zweite Olympiateilnahme bei den Spielen in Stockholm. Hier erreichte er den fünften Rang im Kunstspringen.
Neben seinen internationalen Aktivitäten gewann er insgesamt 23 nationale Titel im Schwimmsport. Auch abseits vom Schwimmen und Wasserspringen betrieb er weitere verschiedene Sportarten.